# L'astronave dei ventimila
L'astronave dei ventimila (Flight of Exiles) è un romanzo di fantascienza dello scrittore statunitense Ben Bova pubblicato nel 1972.

## Storia editoriale
Il romanzo, considerato narrativa per ragazzi, è stato pubblicato per la prima volta nel 1972 negli Stati Uniti e cinque anni dopo in Italia. Nel 1980 viene incluso nella raccolta The Exiles Trilogy contenente tutte e tre le opere del cosiddetto "ciclo degli esiliati" di Ben Bova: oltre a L'astronave dei ventimila (Flight of Exiles), il precedente romanzo Exiled from Earth del 1971 (I condannati di Messina) e quindi l'ultimo della serie, End of Exile del 1975 (Ritorno dall'esilio). La stessa antologia in Italia è stata pubblicata nel 1981 con il titolo L'astronave dell'esilio.

## Trama
(Ben Bova, L'astronave dei ventimila)
Nel XXII secolo il governo mondiale ha deciso di esiliare alcune categorie di scienziati su di una stazione orbitale per non sconvolgere con idee progressiste il delicato equilibrio sociale in una Terra sovrappopolata. Su iniziativa dei reclusi la stazione orbitale viene trasformata in astronave generazionale e lanciata alla volta di Alfa Centauri alla ricerca di un nuovo pianeta dove vivere liberi. Cinquant'anni dopo l'astronave è prossima alla meta ma usurata e soggetta a continue avarie: un incendio, scoppiato per cause ignote, distrugge un'ala dell'astronave mietendo almeno cinquanta vittime tra i passeggeri ibernati.
Nel rogo muoiono il padre di Larry e quello di Dan; già orfani di madre i due non hanno mai conosciuto i rispettivi padri, addormentati in un sonno criogenico quando loro erano ancora piccoli. Larry e Dan sono stati allevati dal Dottor Loring, valente astronomo, e dalla moglie; diventati adulti, sono entrambi innamorati della sorellastra, Valery, che ricambia Larry ma che è stata promessa in matrimonio a Dan. I matrimoni sulla nave sono decisi dai computer sulla base di valutazioni eugenetiche. Dan dovrebbe presto assumere il comando della nave, assegnato a rotazione ai più affidabili giovani componenti dell'equipaggio, ma lo shock provato a seguito della morte del padre mette in dubbio la nomina.
Valery convince Larry ad approfittare del ricovero di Dan per proporsi come Presidente; la nomina consentirebbe ai due di usufruire delle prerogative concesse al comandante della nave e di potersi sposare nonostante le norme eugenetiche. Il Consiglio accetta la candidatura di Larry e lo nomina Presidente. Da quel momento Larry deve prendere decisioni critiche: il pianeta maggiore di Alfa Centauri, chiamato pianeta Giallo, si rivela inabitabile e l'unica speranza di colonizzazione è quella di un intervento genetico per rendere le future generazioni adatte alla vita sul pianeta. La decisione tuttavia è sofferta e Larry pensa che sia meglio continuare il viaggio verso i sistemi solari di Epsilon Eridani o di Epsilon Indi, entrambi ad altri cinquant'anni di navigazione di distanza, nella speranza di trovare un pianeta più accogliente; tuttavia le condizioni critiche della nave sembrerebbero essere incompatibili con questa decisione. Mentre il padre di Valery esegue delle ricerche sui due sistemi solari, Dan scende sul pianeta Giallo per reperire il deuterio necessario ai generatori della nave. Una tempesta si scatena sul pianeta e Dan è creduto morto. Larry, preoccupato per l'incolumità dei soccorritori, nega l'autorizzazione alle ricerche ma le insistenze di Valery, affezionata all'amico, lo convincono a cambiare idea. Dan viene recuperato e non nasconde la sua avversione nei confronti di Larry, colpevole a sua detta di aver sabotato la nave, di averlo voluto morto sul pianeta, di aver tramato per rubargli il titolo di Presidente e della promessa sposa. Nel frattempo il dottor Loring viene aggredito da ignoti e ridotto in fin di vita. I risultati delle sue ricerche astronomiche risultano cancellate dalle memorie dei computer. Valery sospetta sia di Larry, che potrebbe voler nascondere l'eventuale prova dell'inabitabilità dei due sistemi solari, e di Dan, al contrario che potrebbe voler occultare le alternative alla colonizzazione del pianeta Giallo.
Valery continua le ricerche del padre e ordisce una trappola nei confronti del possibile assalitore dell'astronomo: a Larry fa credere che gli studi effettuati non lasciano speranza di trovare un pianeta abitabile a distanze accettabili, mentre a Dan lascia intendere che un pianeta in un altro sistema solare, non impossibile da raggiungere, si sia rivelato abitabile. Il colpevole, nelle intenzioni di Valery, tenterà di indurla al silenzio scoprendo le sue carte. Il piano di Valery dà gli esiti attesi: Dan aggredisce Valery per indurla al silenzio e solo il tempestivo intervento di Larry che rende l'ex amico in condizioni di non nuocere, salva la nave dal tentativo dell'oramai folle Dan di distruggerla. Valery rende note le sue scoperte: in effetti a cinquant'anni di viaggio da Alfa Centauri, nel sistema solare di Epsilon Indi, è stato individuato un probabile pianeta abitabile. Il Consiglio decide di dirigere l'astronave verso la nuova meta, ma non prima di aver provveduto alle necessarie riparazioni. Larry e Valery decidono di sposarsi e Dan viene ibernato in attesa di poter essere curato.
(Indi pianeta abitabile).

## Personaggi
Dan ChristopherAddetto al gruppo propulsione e potenza dell'astronave generazionale in rotta verso Alpha Centauri, e candidato ad assumerne il comando. È convinto che il rapido decadimento della nave e l'incendio che ha causato la morte del padre sia il risultato di sabotaggi e questa fissazione lo porta alla pazzia.
Larry BelsenGiovane addetto al centro di comando e vigilanza. Assume il comando della nave come Presidente dopo che il candidato favorito, l'amico Dan, è stato ricoverato sotto shock a causa della morte del padre. Il titolo assunto gli permetterà di poter sposare Valery.
Valery LoringAmica d'infanzia di Dane e di Larry, affezionata ad entrambi ma innamorata di Larry, seppure promessa in matrimonio a Dan per motivi di carattere eugenetico. Riuscirà a sposare Larry in virtù delle prerogative concesse al Presidente.
Dottor LoringAstronomo e padre di Valery. Sta conducendo studi sull'abitabilità di vari pianeti lontani quando viene aggredito e ridotto in fin di vita da ignoti.
Guido LastellaUnico astronauta a bordo della nave. Viene risvegliato dal criosonno per pilotare la navetta di spola sul Pianeta Giallo.
Dottor HsaiIl medico della nave, deve occuparsi dei problemi psicologici di Dan nonostante le scarse nozioni in materia.

## Edizioni
- (EN) Ben Bova, Flight of Exiles, 1ª ed., E. P. Dutton, 1971.
- Ben Bova, L'astronave dei ventimila, traduzione di Angela Campana, Collana Urania n.720, Mondadori, 1977,  p. 160.
- Ben Bova, L'astronave dei ventimila, in L'astronave dell'esilio, traduzione di Angela Campana, Biblioteca di Urania n.9, Mondadori, 1981,  p. 458.